# Petroglifos de Angosturas I y II
Los petroglifos de Angosturas I y II son sendos conjuntos de grabados ubicados en el departamento del Meta, Colombia, antes del raudal del río Guayabero, lugar donde se estrecha hasta 20 metros. 

## Descripción
Estos petroglifos son muy probablemente grabados de origen amazónico. Alguna tribu que vivía en la zona en el primer milenio a. C., talló figuras zoomorfas y antropomorfas. En esta región, que corresponde hoy en día al departamento del Meta, vivían tribus de Tinigua y Guayabero. En particular, destacan 24 figuras antropomorfas de gran tamaño, que representan la tribu, con el cacique en el centro.
Muy frecuentes son las figuras de aves, símbolos celestes, y de la cercanía a Dios.[cita requerida]

## Enlaces extertnos
- Sierra Macarena.

- Datos: Q6073613